# Super Rhino
Pour plus de détails, voir Fiche technique et Distribution.
Super Rhino est un court métrage d'animation américain des studios Disney réalisé par Nathan Greno et sorti le 22 mars 2009 avec le DVD du film Volt, star malgré lui.

## Fiche technique
- Titre : Super Rhino
- Réalisation : Nathan Greno
- Scénario : Nathan Greno
- Direction artistique : Paul A. Felix
- Musique : John Powell
- Production : Byron Howard (exécutif), John Lasseter (exécutif), Clark Spencer, Makul Wigert et Chris Williams
- Montage : Shannon Stein
- Superviseur de l'animation : Doug Bennett
- Société(s) de production : Walt Disney Animation Studios
- Société(s) de distribution : Walt Disney Studios Motion Pictures (États-Unis, Canada)
- Pays d'origine :  États-Unis
- Langue originale : anglais
- Format d'image : couleur - 3D
- Genre : Animation
- Durée : 4 minutes
- Dates de sortie : 
  -  États-Unis /  Canada : 22 mars 2009

Source : IMDb

## Distribution

### Voix originales
- Mark Walton : Rhino
- Miley Cyrus : Penny
- Susie Essman : Mittens
- Malcolm McDowell : Dr Calico
- Sean Donnellan : le père fictif de Penny
- Randy Savage : le voyou
- John Travolta : Volt

### Voix françaises
- Gilles Lellouche : Rhino
- Camille Donda : Penny
- Marie Vincent : Mitaine
- Éric Herson-Macarel : Dr Calico
- ? : le père fictif de Penny
- ? : le voyou

### Voix québécoises
- Guy Jodoin : Rhino
- Frédérique Dufort : Penny
- Johanne Garneau : Mittaine
- Denis Bernard : Dr Calico
- François Godin : le père fictif de Penny
- ? : le voyou